# Leonard-Cushing Fight
Leonard-Cushing Fight er en amerikansk stumfilm fra 1894 af William K.L. Dickson.

## Medvirkende
- Mike Leonard
- Jack Cushing